# LaTeX2RTF
LaTeX2RTF — программа‐транслятор, предназначенная для конвертации документов в формате LaTeX в формат RTF, распознаваемый многими текстовыми процессорами (включая Microsoft Word и OpenOffice.org Writer).
Ядро LaTeX2RTF — консольное кроссплатформенное приложение. Однако, новые версии LaTeX2RTF для Microsoft Windows и Linux содержат также графическую оболочку (l2rshell), облегчающую использование программы.
LaTeX2RTF — программа с открытым кодом, распространяемая под GNU General Public License. Последняя версия LaTeX2RTF — 2.3.18 (2020-06-23).